# Magdalena Apasco
Magdalena Apasco es una localidad del estado mexicano de Oaxaca. Es cabecera del municipio de Magdalena Apasco.

## Demografía
| Censo | Población |
| ----- | --------- |
| 1900  | 1090      |
| 1910  | 1187      |
| 1921  | 983       |
| 1930  | 729       |
| 1940  | 817       |
| 1950  | 1002      |
| 1960  | 1273      |
| 1970  | 1444      |
| 1980  | 1920      |
| 1990  | 2040      |
| 1995  | 2230      |
| 2000  | 2353      |
| 2005  | 2602      |
| 2010  | 2824      |
| 2020  | 3013      |